# 薩爾卡瓦西區
薩爾卡瓦西區（西班牙語：Distrito de Salcahuasi），是秘魯的一個區，位於該國中南部萬卡韋利卡大區的塔亞卡哈省，始建於1987年6月18日，面積117.98平方公里，海拔高度3,150米，2005年人口3,811，人口密度每平方公里32人。